# Stade Brestois
Stade Brestois (celým názvem Stade Brestois 29) je francouzský klub sídlící ve městě Brest. Byl založen roku 1950, jeho domácím hřištěm klubu je Stade Francis-Le Blé s kapacitou 16 000 diváků. Po sezóně 2012/13 sestoupil z Ligue 1 do Ligue 2. Později se vrátil do 1. ligy a v sezóně 2023/24 obsadil 4. místo a podívá se proto do ligy mistrů.

## Výsledky v evropských pohárech
Klub se evropských pohárů poprvé zúčastní v sezóně 2024/2025, kdy si zahraje skupinu ligy mistrů.
| Sezóna  | Soutěž      | Kolo      | Soupeř | Venku | Doma | Celkem |
| ------- | ----------- | --------- | ------ | ----- | ---- | ------ |
| 2024/25 | Liga mistrů | Skupina _ | ???    |       |      | '      |
| 2024/25 | Liga mistrů | Skupina _ | ???    |       |      | '      |
| 2024/25 | Liga mistrů | Skupina _ | ???    |       |      | '      |

## Úspěchy
- 2. francouzská liga ( 1× )
  - 1981

## Známí hráči
- Claude Makélélé
- Franck Ribéry

## Čeští hráči v klubu
Seznam českých hráčů, kteří působili v klubu Stade Brestois:
- Mario Lička (2010–2013)[1]
- Tomáš Mičola (2010–2012)